# Камаронес (река)
Камаронес (исп. Río Camarones) — пересыхающая река на севере Чили в области Арика-и-Паринакота. Река берёт начало у подножья горной гряды Серро-де-Сурире, недалеко от солончака Салар-де-Сурире на Андском плоскогорье. Далее река пересекает плоскогорье Пампа-де-Тамаругаль в направлении с северо-востока на юго-запад и впадает в одноимённую бухту Тихого океана.
Река протекает по территории коммун Камаронес и Путре. В нижнем течении река является границей между областями Арика-и-Паринакота и Тарапака.
Основные притоки реки — Чиса, Умаяни, Атахама, Каритайя.